# Thury-Harcourt
|  | Per a altres significats, vegeu «Cantó de Thury-Harcourt». |

Thury-Harcourt és un comú al departament francès de Calvados (regió de Normandia). L'any 2007 tenia 1.863 habitants.

## Demografia

### Població
El 2007 la població de fet de Thury-Harcourt era de 1.863 persones. Hi havia 795 famílies de les quals 296 eren unipersonals (119 homes vivint sols i 177 dones vivint soles), 219 parelles sense fills, 210 parelles amb fills i 70 famílies monoparentals amb fills.
La població ha evolucionat segons el següent gràfic:

### Habitatges
El 2007 hi havia 892 habitatges, 801 eren l'habitatge principal de la família, 32 eren segones residències i 59 estaven desocupats. 560 eren cases i 312 eren apartaments. Dels 801 habitatges principals, 286 estaven ocupats pels seus propietaris, 501 estaven llogats i ocupats pels llogaters i 13 estaven cedits a títol gratuït; 64 tenien una cambra, 109 en tenien dues, 180 en tenien tres, 203 en tenien quatre i 245 en tenien cinc o més. 543 habitatges disposaven pel capbaix d'una plaça de pàrquing. A 428 habitatges hi havia un automòbil i a 217 n'hi havia dos o més.

### Piràmide de població
La piràmide de població per edats i sexe el 2009 era:
| Homes | Edats   | Dones |
| ----- | ------- | ----- |
| 1     | 95 o +  | 11    |
| 9     | 90 a 94 | 26    |
| 21    | 85 a 89 | 63    |
| 9     | 80 a 84 | 52    |
| 34    | 75 a 79 | 49    |
| 34    | 70 a 74 | 52    |
| 46    | 65 a 69 | 49    |
| 25    | 60 a 64 | 40    |
| 38    | 55 a 59 | 39    |
| 52    | 50 a 54 | 51    |
| 50    | 45 a 49 | 47    |
| 50    | 40 a 44 | 84    |
| 78    | 35 a 39 | 40    |
| 75    | 30 a 34 | 68    |
| 66    | 25 a 29 | 70    |
| 43    | 20 a 24 | 49    |
| 60    | 15 a 19 | 55    |
| 72    | 10 a 14 | 30    |
| 65    | 5 a 9   | 42    |
| 49    | 0 a 4   | 52    |

## Economia
El 2007 la població en edat de treballar era de 1.091 persones, 796 eren actives i 295 eren inactives. De les 796 persones actives 694 estaven ocupades (367 homes i 327 dones) i 101 estaven aturades (41 homes i 60 dones). De les 295 persones inactives 84 estaven jubilades, 110 estaven estudiant i 101 estaven classificades com a «altres inactius».

### Ingressos
El 2009 a Thury-Harcourt hi havia 810 unitats fiscals que integraven 1.879 persones, la mediana anual d'ingressos fiscals per persona era de 15.957 €.

### Activitats econòmiques
Dels 138 establiments que hi havia el 2007, 2 eren d'empreses extractives, 3 d'empreses alimentàries, 1 d'una empresa de fabricació d'elements pel transport, 2 d'empreses de fabricació d'altres productes industrials, 8 d'empreses de construcció, 39 d'empreses de comerç i reparació d'automòbils, 6 d'empreses de transport, 17 d'empreses d'hostatgeria i restauració, 2 d'empreses d'informació i comunicació, 9 d'empreses financeres, 5 d'empreses immobiliàries, 14 d'empreses de serveis, 15 d'entitats de l'administració pública i 15 d'empreses classificades com a «altres activitats de serveis».
Dels 49 establiments de servei als particulars que hi havia el 2009, 1 era una oficina d'administració d'Hisenda pública, 1 gendarmeria, 1 oficina de correu, 4 oficines bancàries, 1 funerària, 5 tallers de reparació d'automòbils i de material agrícola, 1 taller d'inspecció tècnica de vehicles, 1 autoescola, 1 paleta, 1 fusteria, 3 lampisteries, 3 electricistes, 3 perruqueries, 4 veterinaris, 11 restaurants, 4 agències immobiliàries, 2 tintoreries i 2 salons de bellesa.
Dels 19 establiments comercials que hi havia el 2009, 2 eren supermercats, 1 un supermercat, 1 una botiga de més de 120 m², 2 fleques, 2 carnisseries, 1 una peixateria, 3 botigues de roba, 1 una botiga de roba, 1 una botiga d'equipament de la llar, 2 drogueries, 1 una perfumeria i 2 floristeries.
L'any 2000 a Thury-Harcourt hi havia 10 explotacions agrícoles.

## Equipaments sanitaris i escolars
El 2009 hi havia 2 farmàcies i 1 ambulància.
El 2009 hi havia 1 escola maternal i 2 escoles elementals. Thury-Harcourt disposava de 2 col·legis d'educació secundària amb 656 alumnes.

## Poblacions properes
El següent diagrama mostra les poblacions més properes.